# Antoine Vignau-Tuquet
Pour les articles homonymes, voir Vignau.
Pas d'image ? Cliquez ici

a Compétitions nationales et continentales officielles uniquement.

Dernière mise à jour le 19 mars 2015.
Antoine Vignau-Tuquet, né le 27 juillet 1981 à Oloron-Sainte-Marie, est un joueur français de rugby à XV et de rugby à sept qui évolue aux postes d'arrière, centre et demi d'ouverture.

## Biographie
Il commence par jouer au football, et décide de changer de sport pour le rugby à XV. Formé à Arudy, en cadet il joue pour le modeste club l'ES Arudy mais au sein d'une génération remarquable de joueurs, en championnat fédéral Alamercery entrainé par Jean-Bernard Cabannes, qui comptera trois professionnels en devenir : Thomas Sanchou, Peio Som et lui-même, alors que d'autres comme Laurent Capdevielle frôleront une carrière professionnelle. Antoine Vignau-Tuquet joue déjà à l'ouverture, très rapide sur le terrain, il obtient alors ses premières sélections dans les catégories de jeunes. Il part l'année suivante à la Section paloise, club phare du Béarn à l'époque. Pour ses dernières années à la Section, il est souvent blessé à cause de problèmes musculaires, ce qui l'empêche de disputer le championnat Espoirs. Il quitte alors Pau, comme Mathieu Siro ou Thomas Sanchou, pour le Stade montois qui lui propose de devenir professionnel et d'évoluer en Top 16. Après la relégation du club, les sollicitations pour continuer de jouer au meilleur niveau l'amènent à rejoindre l'US Colomiers, étape qui constituera une expérience difficile étant donné que le club subit descente sportive, descente financière et mort du président Michel Bendichou. Il préfère donc revenir au Stade montois, club où il possède ses repères. Après deux saisons encourageantes, il rejoint l'US Dax en 2006. Il reste 4 ans à l'USD pour retourner en 2010 jouer à Mont de Marsan. Il prend sa retraite en 2013.
Il est candidat aux élections municipales de 2014 sur la liste de la maire sortante Geneviève Darrieussecq (Modem) ; il est alors élu conseiller municipal et conseiller communautaire.
En 2015, il sort de sa retraite sportive pour évoluer avec le club landais de l'Avenir aturin en Fédérale 2.

## Palmarès

### En club
- Championnat de France de Pro D2 :
  - Vice-champion (2) : 2007 avec l'US Dax et 2012 avec le Stade montois.

### Individuel
- 2e meilleur réalisateur de Pro D2 : 2006 (361 points, soit 22 de moins que le premier Sébastien Fauqué)[5]
- 2e meilleur buteur de Pro D2 : 2006 (331 points, soit 22 de moins que le premier Sébastien Fauqué)[6]
- Record du nombre de points marqués lors d'un match de Pro D2 : 35 points le 25 septembre 2004[7].

## Statistiques en équipe nationale
- Équipe de France -21 ans[réf. nécessaire].
- Équipe de France -19 ans : champion du monde en avril 2000[réf. nécessaire].
- Équipe de France universitaire : champion d'Europe en 2002[réf. nécessaire].
- Équipe de France de rugby à sept[8].